# Padrauna
Padrauna är en stad i den indiska delstaten Uttar Pradesh, och är den administrativa huvudorten för distriktet Kushinagar. Staden hade 49 723 invånare vid folkräkningen 2011.